# Felsőrados
Felsőrados (1899-ig Radosócz, szlovákul Radošovce) község Szlovákiában, a Nagyszombati kerületben, a Szakolcai járásban.

## Fekvése
Szakolcától 10 km-re délkeletre fekszik, az 51-es út mentén.

## Története
A mai falu helyén állt korábbi települést a husziták pusztították el 1429-ben. Ennek a településnek mára csak temploma maradt fenn, amely a 12–13. századból származik. A mai falut 1473-ban Rassich néven említik először, a holicsi uradalomhoz tartozott. 1554-ben I. Ferdinánd királytól vásártartási jogot kapott. 1560-ban az egész falu leégett. 1730-ban a település a szakolcai jezsuiták birtoka lett, majd a rend megszüntetése után Habsburg birtok. Lakói főként mezőgazdasággal, szövéssel, növényi olajok előállításával és árusításával, valamint szőlőtermesztéssel foglalkoztak. A községben zsidó közösség is élt, akik 1830-ban zsinagógát építettek.
Vályi András szerint "RADOSÓCZ. Radosovcze. Egygyik Mezőváros, másik Tót falu Nyitra Vármegyében, egygyiknek földes Ura a’. F. Tsászár; másiknak pedig Gróf Erdődy Uraság; ez fekszik Dombóhoz közel, mellynek filiája; a’ Mezőváros fekszik Szakolczához másfél mértföldnyire; lakosaik katolikusok, és másfélék, határbéli földgyeik közép termékenységűek, vagyonnyaik meglehetősek, második osztálybéliek."
Fényes Elek szerint "Radosócz (Radosov), tót m.-város, Nyitra vmegyében, ut. p. Holicstól keletre 1 mfdnyire: 989 kath., 7 evang., 87 zsidó lak. Kath. paroch. templommal, vizimalmokkal, s országos vásárokkal. F. u. ő cs. k. felsége"
A trianoni békeszerződésig Nyitra vármegye Szakolcai járásához tartozott.

## Népessége
| Év:            | 1994. | 2004.   | 2014.   | 2024.   |
| -------------- | ----- | ------- | ------- | ------- |
| Emberek száma: | 1781  | 1812    | 1790    | 1733    |
| Eltérés:       |       | +1,74 % | -1,21 % | -3,18 % |

| Év:            | 2023. | 2024.   |
| -------------- | ----- | ------- |
| Emberek száma: | 1737  | 1733    |
| Eltérés:       |       | -0,23 % |

1910-ben 1073, túlnyomórészt szlovák lakosa volt.
2001-ben 1800 lakosából 1781 szlovák volt.
2011-ben 1817 lakosából 1744 szlovák.

## Nevezetességei
- Szűz Mária születése tiszteletére szentelt római katolikus temploma 1560-ban épült, a 18. század második felében átépítették. A 19. század végén historizáló gótikus-reneszánsz stílusban építették át. 1888-ban a templom plébánosa rövid ideig Csernoch János későbbi esztergomi érsek, bíboros-hercegprímás volt.
- Szent Szaniszló kápolnája 1820-ban épült.
- A falunak gazdag népi hagyományai és népszokásai vannak.

## Külső hivatkozások
- Hivatalos oldal
- Községinfó
- Felsőrados Szlovákia térképén
- Felsőrados térképe
- E-obce.sk